# رحى (عضو)
الرحى أو الضرس أو الطاحنة أو الطاحن أو الجارش (بالإنجليزية: molar)‏ هو سن من الأسنان الخلفية، والمسؤول عن طحن الطعام عند الثدييات والإنسان.
يوجد لدى الإنسان البالغ اثنَي عشر ضرسًا، موزعةً على أربعِ مجموعاتٍ، في كل مجموعة ثلاثة ضروس، والضرس الثالث يسمى ضرس العقل.
عادة ما تحتوي الأضراس على أربع أو خمس شرفات. في بعض التجمعات السكانية، توجد شرفة خامسة فوق الشرفة اللسانية الإنسية من أضراس الفك العلوي وخاصة الضرس الأول، تعرف هذه الشرفة بشرفة كارابلّي (حدبة كارابللي).
وتختلف الأضراس اختلافاً بيِّناً في الحجم والشكل بين جميع الثدييات.

## أنواع الأسنان ووظائفها

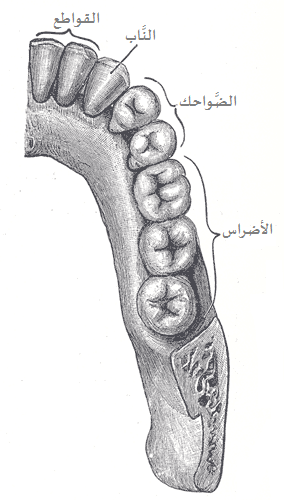
مقطع أيمن للأسنان الدائمة في الفك السفلي للإنسان مع بيانٍ بأسمائها

هناك أربعةُ أنواع للأسنان (أنظر معرض الصور أدناه):

### القَواطِعIncisors
- وهي الأسنانُ الأماميَّة الأربع على كلٍّ من الفكَّين العلوي والسفلي.
- الأسنان الأربع الأمامية (اثنان في كل فك) تسمى أيضاً الثنايا (جمع ثنيَّة)، يليهم الرباعيات (جمع رباعيَّة) وهي سن واحد في كل جانب من الفكين العلوي والسفلي على طرفي الثنايا.
- عددها الكلِّي ثمانِ قواطع، أربع في كل فك.
- وظيفتُها تقطيع الطعام وتَمزيقه إلى قطع صغيرة. كما تستخدم للنطق بطريقه صحيحة لكثير من الحروف، وتضيف إلى الوجه من الجمال وذلك بشرط نظافتها وسلامتها من العيوب.

### الأَنيابCanines
- وهي أسنانٌ حادَّة ومستدقَّة الرأس وهي مخروطية الشكل.
- عددها الكلِّي أربع أنياب، اثنان في كلِّ فك بجوار القواطع.
- وظيفتُها تمزيق الطعام كما تساعد القواطع على تَمزيق الطعام أيضًا.

### الضَّواحِك Premolars
- وتسمى أيضا النواجذ أو الأضراس الأمامية. سُمِّيَت بالضواحك لأنها تكون واضحة للعَيَان عندما يضحك الإنسان.
- تكون تِيجانُها أكبرَ من القواطِع والأنياب.
- عددُها الكلِّي ثمانِ ضواحك ويُوجَد ضاحِكان بجوار كلِّ ناب، أربع في كل فك
- وظيفتها طحنُ الطعام ومضغه.

### الطَّواحِن Molars

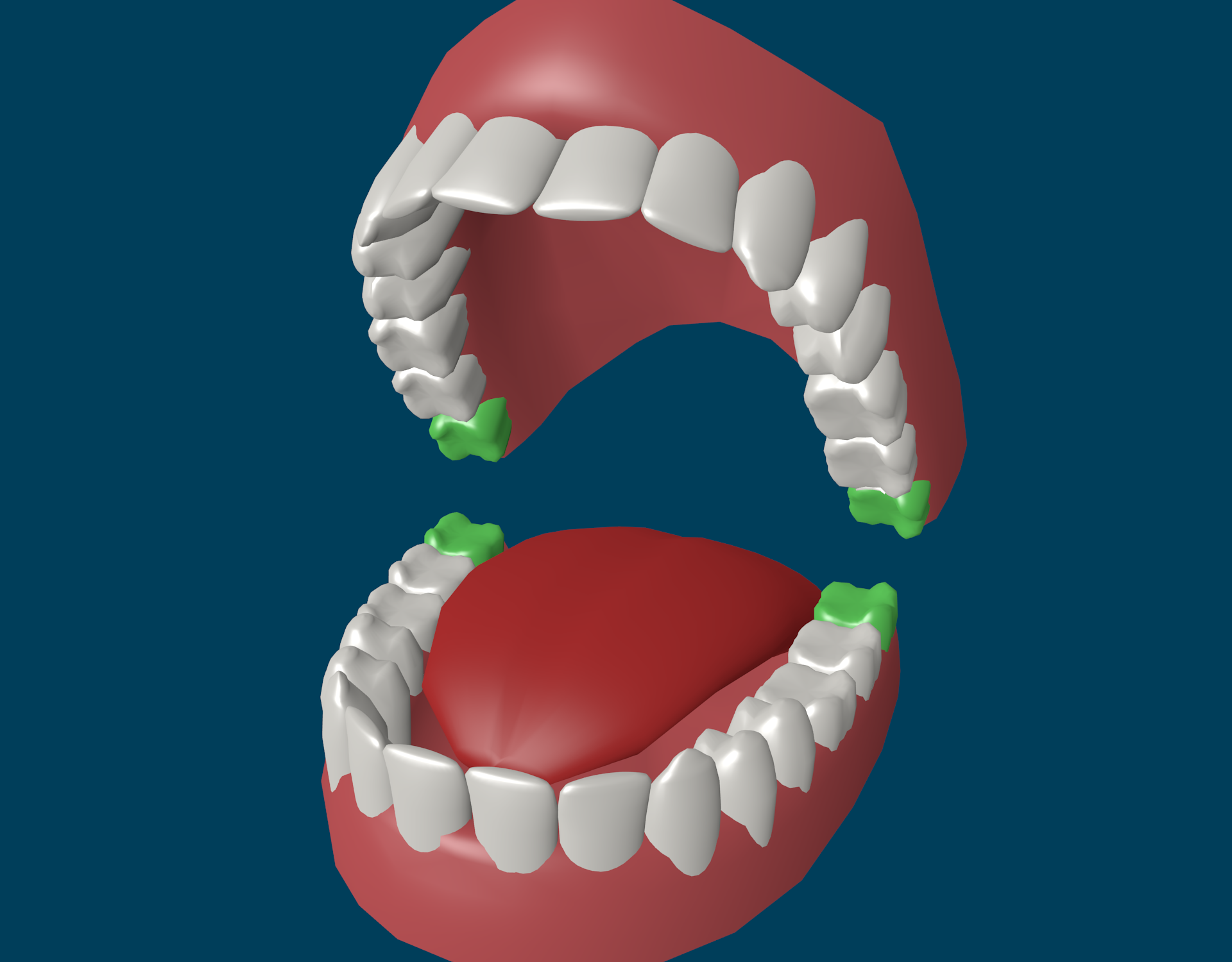
ضروس العقل الأربعة تظهر باللون الأخضر

- وتسمى أيضا بالأَرحاء (جمع رَحَى) أو الضروس أو الأضراس الخلفية.
- تقع على جانبي الضواحك وهي أكبر من الضواحك (الأضراس الأمامية)، والتاج يكون سطحًا ماضغًا.
- عددُها الكلِّي إثنا عشر طاحناً، ستة في كل فكّ وهي أقوى الأسنان.
- في حال عدم وجود أي من ضروس العقل، فإن الطواحن يكون عددها الكلِّي ثَمانِ طواحن، أربعٌ في كلِّ فك.
- أنظر الأمثلة في الشكل أدناه لمقارنة الفك في حال وجود ضرس العقل من عدم وجوده.
- وظيفتُها مضغ الطعام وطحنه لتسهّل عملية البَلع، وتشترك مع اللسانِ في المساعدة على إبتلاع الطعام.

#### ضرس العقل
ضرس العقل (بالإنجليزية: wisdom tooth)‏ ،أو الضرس الثالث (بالإنجليزية: Third molar)‏، هي آخر ما ينشأ من الأسنان في فم الإنسان.
ضرس العقل هو الضرس الثالث الدائم الذي يبزُغ في سن متأخرة.
سُمِّيَ هذ الضرس بضرس العقل لأنه يَظهر بين سن الثامنة عشرة والخامسة والعشرين، وهي فترة النضج العقلي والفكر المتزن، وليس له علاقة من إسمه أكثر من السبب المذكور فهو لا يجلب الحكمة أو التعقل كما يعتقد البعض.
لمعظمنا أربعة ضروس عقل، واحد في كل ركن من أركان الفم. وقد لا ينمو ضرس العقل ولا يظهر تمامًا.
الكثير من المراهقين ينمو لهم 4 أضراس من هذا النوع بحيث يتكون واحد في كل ركن ولكنها في نفس الوقت يمكن أن تقلّ عن هذا أو تزيد وهذه الحالة تسمى أسنان زائدة.
ونظراً لأنها آخر الأسنان التي تظهر بالفم، ففي أغلب الأحيان لا تجد لها مكانًا بالفم وبالتالي إما أن تظل مدفونة في عظام الفك كلية، أو تحاول البزوغ جزئيًا، أي يظهر جزء منها بالفم والباقي مدفونًا بعظام الفك.

#### ضرس العقل المطمور

ضرس العقل المائل

المشكلة مع ضرس العقل أن كِبَرِ حجمه يؤثر على تطور باقي الأسنان.
هناك إحتمالين لنمو ضرس العقل:
1. إما أن يظهر في مكانه بشكل صحيح وموازٍ لباقي أسنان الفك عندها لن تكون هناك أي مشاكل.
2. أو أن يظهر بشكل غير موازٍ أو مائلٍ بشكل ما وفي هذه الحالة يجب أن تتم إزالته لأنه سيتسبب في تلف باقي الأسنان المجاور أو عظام الفك أو عصب الأسنان:

- عندما ينمو ضرس العقل بصورة مائلة إلى الأمام يصعب تنظيفه، فيعمل على تراكم الطعام بجانب الضرس الذي بجانبه مما يؤدي إلى تسوس كليهما: ضرس العقل والضرس الذي بجانبه أيضًا.
- وفي بعض الحالات ينمو ضرس العقل بصورة مائلة إلى الخارج مما يؤدي لحدوث آلام في الخد نتيجة القيام بعَضِّه بطريق الخطأ وقد يمتد الألم إلى الأذن والعين أو أسنان الفك.